# Rimouski-Neigette—Témiscouata—Les Basques
Pour les articles homonymes, voir Rimouski (homonymie).
Circonscription électorale fédérale du Canada
Rimouski-Neigette—Témiscouata—Les Basques est une ancienne circonscription électorale fédérale canadienne située au Québec.
Établie en 2003, circonscription de l'est de la province comprenait les municipalités régionales de comté (MRC) de Rimouski-Neigette, Les Basques et Témiscouata, de la région québécoise de Bas-Saint-Laurent. Les circonscriptions limitrophes étaient Montmagny—L'Islet—Kamouraska—Rivière-du-Loup, Avignon—La Mitis—Matane—Matapédia et Madawaska—Restigouche.

## Historique
La circonscription de Rimouski-Neigette—Témiscouata—Les Basques a été créée en 2004 lors du changement de nom de la circonscription de Rimouski—Témiscouata. Cette dernière fut créée en 2003 avec des parties des circonscriptions de Kamouraska—Rivière-du-Loup—Témiscouata—Les Basques et de Rimouski-Neigette-et-La Mitis. Le territoire de la circonscription n'a pas changé lors du redécoupage électorale de 2013. Elle est abolie lors du redécoupage électorale de 2023, dissoute dans les circonscriptions de Côte-du-Sud—Rivière-du-Loup—Kataskomiq—Témiscouata et de Rimouski—La Matapédia.

## Députés

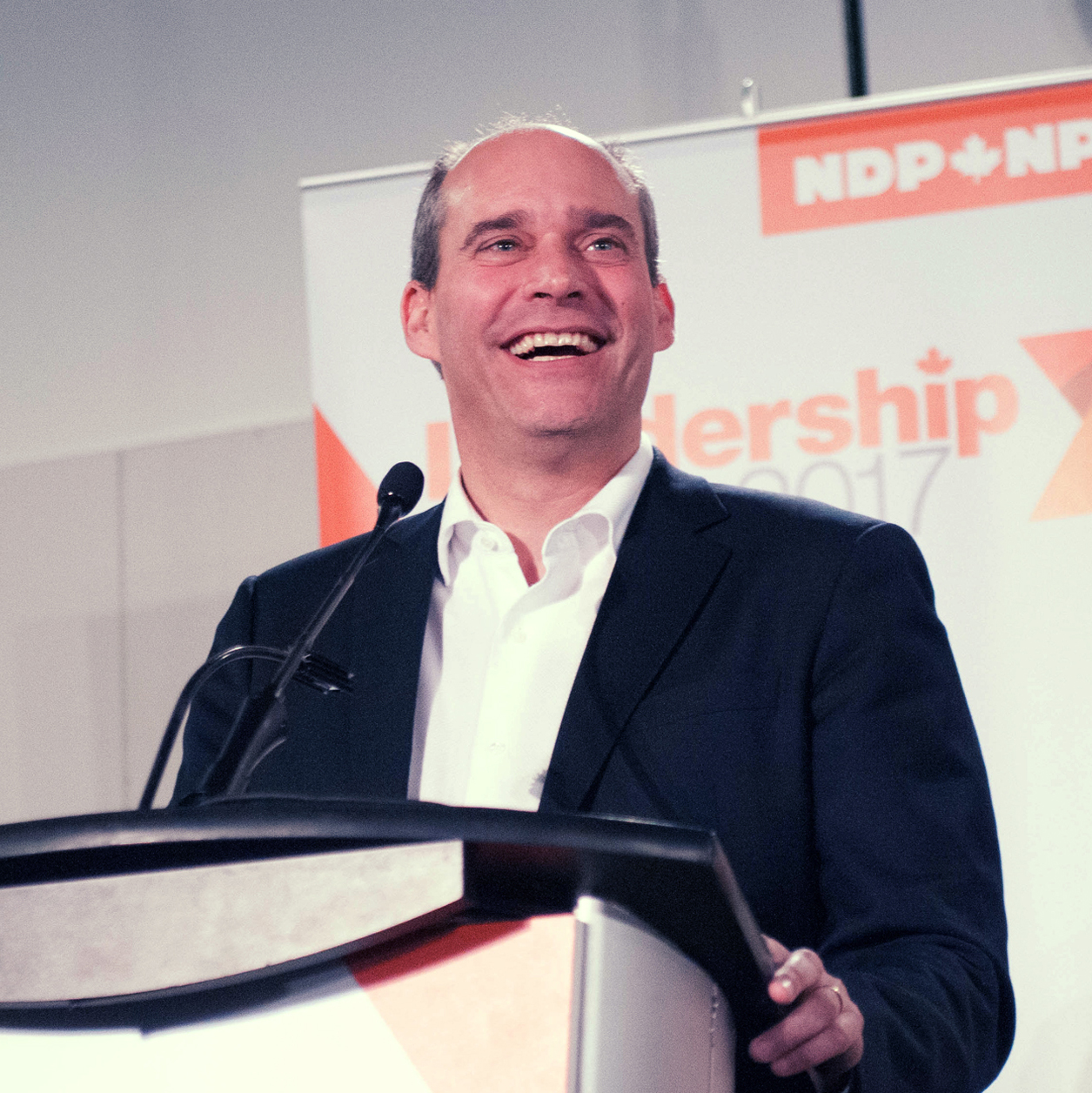
Guy Caron est député de 2011 à 2019 de Rimouski-Neigette-Témiscouata-Les Basques

| Législature | Années    | Député                   | Parti | Parti          |
| --- | --------- | ------------------------ | ----- | -------------- |
| Rimouski-Neigette—Témiscouata—Les Basques issue de Kamouraska—Rivière-du-Loup—Témiscouata—Les Basques et Rimouski-Neigette-et-La Mitis |           |                          |       |                |
| 38e | 2004–2006 | Louise Thibault          |       | Bloc québécois |
| 39e | 2006–2007 | Louise Thibault          |       | Bloc québécois |
| 39e | 2007–2008 | Louise Thibault          |       | Indépendante   |
| 40e | 2008–2011 | Claude Guimond           |       | Bloc québécois |
| 41e | 2011–2015 | Guy Caron                |       | Néo-démocrate  |
| 42e | 2015–2019 | Guy Caron                |       | Néo-démocrate  |
| 43e | 2019–2021 | Maxime Blanchette-Joncas |       | Bloc québécois |
| 44e | 2021–2025 | Maxime Blanchette-Joncas |       | Bloc québécois |
| Dissoute parmi Côte-du-Sud—Rivière-du-Loup—Kataskomiq—Témiscouata et Rimouski—La Matapédia                                             |           |                          |       |                |

## Résultats électoraux

### Évolution
Pour des raisons techniques, il est temporairement impossible d'afficher le graphique qui aurait dû être présenté ici.